# L'Âne (Lalanne)
Pour les articles homonymes, voir L'Âne (homonymie).

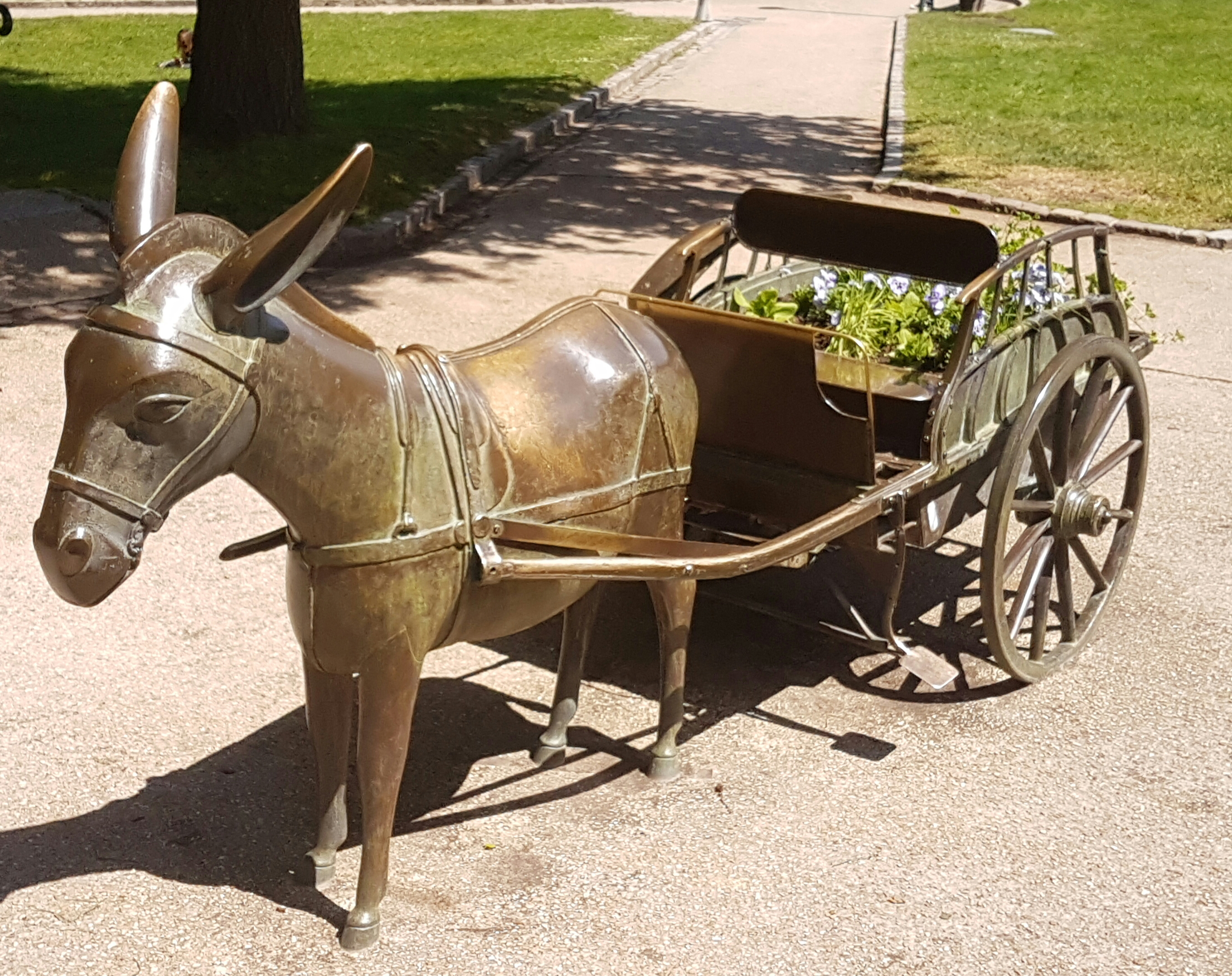
L'Âne (Lalanne).

L'Âne est une œuvre du sculpteur français François-Xavier Lalanne. Il s'agit d'une sculpture en bronze. Elle est installée à Paris, en France.

## Description
L'œuvre est une sculpture en bronze. Elle représente un âne attelé.

## Localisation
La sculpture est installée dans le parc Georges-Brassens, dans le 15e arrondissement de Paris. Une autre sculpture animalière figure à l'entrée du parc : Les Taureaux d'Isidore Bonheur.

## Artiste
François-Xavier Lalanne (1927-2008) est un sculpteur français spécialisé dans la sculpture animalière.